# Pseudhapalopus aculeatus
Pseudhapalopus aculeatus là một loài nhện trong họ Theraphosidae.
Loài này thuộc chi Pseudhapalopus. Pseudhapalopus aculeatus được Embrik Strand miêu tả năm 1907.